# Mã Đằng
Mã Đằng (chữ Hán phồn thể: 馬騰, chữ Hán giản thể: 马腾; 154-212), tên tự là Thọ Thành (寿成), là một tướng lĩnh và chư hầu quân phiệt vào cuối thời nhà Đông Hán trong lịch sử Trung Quốc, lực lượng quân phiệt của ông cát cứ ở vùng đất Tây Lương cùng với Hàn Toại. Ông đã tham gia các cuộc chiến tranh giành giữa quân phiệt cuối thời Đông Hán. Mã Đằng là cha của Mã Siêu, danh tướng thời Đông Hán và là một trong Ngũ hổ tướng của nhà Thục Hán.

## Thân thế
Mã Đằng tự là Thọ Thành, là hậu duệ của Phục Ba tướng quân Mã Viện – công thần thời Hán Quang Vũ Đế. Ông chào đời tại tại Phù Phong, Mậu Lăng, thuộc Thiểm Tây.
Tam Quốc chí cho biết: Cha Mã Đằng là Mã Túc, tự Tử Thạc sống thời Hán Hoàn Đế, làm quan huyện úy các huyện Lan Can, Thiên Thủy (Thiên Thủy Lan Kiền úy), sau đó vì mắc tội nên bị mất chức quan này. Mã Túc lưu lạc đến Lũng Tây, sống cùng với người Khương. Vì gia cảnh bần hàn, không có vợ con nên ông phải lấy vợ người Khương và sinh ra Mã Đằng.
Vì sinh trưởng trong một gia đình quý tộc đã sa sút, có một người cha lưu lạc, gia cảnh bần hàn nên Mã Đằng thuở nhỏ nghèo hèn không có một chút sản nghiệp hay tài sản gì. Nguồn thu nhập chính của ông đó là bằng sức lao động của mình ông thường này vào núi Chương (Chương sơn) để đốn củi sau đó gùi đến các thị thành dưới chân núi để kiếm tiền và lấy đó làm kế sinh nhai.
Mặc dù xuất thân trong hoàn cảnh gia đình sa sút nhưng ông vẫn là dòng dõi cao quý, chính vì vậy ông có ngoại hình khác người như: "mình cao hơn tám thước, thân thể vạm vỡ, mặt mũi kỳ dị khác thường" đồng thời ông có nhân cách, khí độ cao quý với "tính nết hiền hậu, được mọi người kính nể".
Tam Quốc diễn nghĩa cũng thống nhất chép giống chính sử rằng Mã Đằng mình cao tám thước, tướng mạo hùng dũng, tính nết hiền hậu, ai cũng kính trọng.
Tam Quốc chí cũng cho biết vì dung mạo khác thường và khí độ hiên ngang này mà sau đó khi có chiến loạn, ông đã tình nguyện gia nhập quân đội để dẹp loạn và "người ở Châu quận thấy Đằng khác thường, cho làm Tòng sự, để cai quản binh lính". Đồng thời sau này con trai trưởng của ông là Mã Siêu cũng có một dung mạo đẹp đẽ và được người đời xưng tặng là "Cẩm Mã Siêu".

## Chinh chiến

### Tòng quân và thăng tiến
Cuộc đời chinh chiến của ông bắt đầu khi ông còn trẻ. Cuối thời Hán Linh Đế, vùng Lương Châu có biến loạn. Nguyên nhân bắt nguồn từ việc Thứ sử Lương châu là Cảnh Bỉ sử dụng thuộc hạ của mình để cai trị trong vùng, nhưng người này lại là "kẻ gian hoạt" nên đã gây bất bình trong dân chúng. Người dân trong vùng này đã kết hợp cùng các tộc người Đê, Khương đứng lên nổi dậy chống lại chính sách của địa phương.
Chính quyền vùng Lương Châu lập tức chiêu mộ những thanh niên mạnh khoẻ xung vào quân ngũ, để đánh dẹp loạn. Lúc đó, Mã Đằng ra ứng mộ tình nguyện tham gia quân đội. Nhà tuyển trạch thấy Đằng khác thường, cho làm Tòng sự, để cai quản binh lính.
Trong những cuộc dẹp loạn, Mã Đằng đã lập được công lớn vì vậy Mã Đằng được thăng từ Tòng sự lên làm Quân Tư mã dưới trướng của Cảnh Bỉ. Sau đó chính quyền xem xét công lại thấy chưa xứng đáng nên mới đổi làm Thiên tướng quân, sau đó tiếp tục thăng chức lên Chinh Tây tướng quân, thường đóng quân ở khoảng Thiên, Lũng và đến giữa niên hiệu Sơ Bình, được bái làm Chinh Đông tướng quân.

### Xây dựng lực lượng
Trong thời gian Mã Đằng được thăng tiến, ông cũng đã bắt đầu tập hợp lực lượng, xây dựng cơ nghiệp riêng cho mình. Ông đã ý thức được việc phụ thuộc vào chính quyền nhà Hán sẽ gây cho mình gặp nhiều khó khăn trong việc xây dựng cơ nghiệp.
Thời gian Mã Đằng là Chinh Tây tướng quân, bấy giờ, ở Tây châu thiếu thốn lương thực trầm trọng, Mã Đằng dâng biểu báo cáo tình hình binh lương rất thiếu thốn đồng thời xin lấy lương thảo ở Trì Dương, rồi chuyển đến đóng binh ở bờ đê phía đầu thành Trường Bình.
Tướng quân Vương Thừa đang đóng quân ở đây lo sợ sự hiện diện của lực lượng quân đội của Mã Đằng sẽ uy hiếp trực tiếp đến bản thân ông ta nên đã bất ngờ tấn công doanh luỹ của Mã Đằng. Khi đó, Mã Đằng vì bất ngờ nên không phòng bị, chính vì thế thua trận và phải bỏ chạy về phía tây.
Rút kinh nghiệm từ thất bại đó, ông đã tập hợp lực lượng tại chỗ ở xứ Tam Phụ để khởi sự, đóng trú cát cứ, "không phục tùng phương Đông nữa". Không những vậy, ông còn kết nghĩa anh em với Thái thú Tây Kinh là Trấn Tây tướng quân Hàn Toại ở vùng này để tạo thế liên minh, tăng cường lực lượng.

### Khởi sự và xâm nhập Trường An
Tướng Tây Lương là Hàn Toại và Biện Chương khởi binh ở Tây châu, cát cứ chống lại triều đình. Năm 186, Hàn Toại mang vài chục vạn quân đánh quận Lũng Tây, thu hàng thái thú Lý Tương Như rồi cùng nhau đánh giết Cảnh Bỉ. Cảnh Bỉ chết, Mã Đằng thiết lập liên minh với Hàn Toại.
Có Mã Đằng tham gia, lực lượng Hàn Toại càng mạnh. Năm 188, ông cùng Hàn Toại mang quân bao vây Trần Thương. Hán Linh Đế sai Hoàng Phủ Tung và Đổng Trác huy động rất nhiều quân đến mới giải vây được. Mã Đằng và Hàn Toại rút quân về.
Năm 189, Hán Linh Đế chết, Hán Thiếu Đế lên thay. Thái thú Tây Lương là Đổng Trác được Hà Tiến triệu vào Lạc Dương dẹp hoạn quan, nhân Hà Tiến chết đã trở thành người thao túng nhà Hán.
Mã Đằng và Hàn Toại ở Lương châu bất bình với Đổng Trác bèn khởi binh chống lại. Lưu Yên làm Châu mục Ích châu ở Tây Xuyên có ý định ly khai triều đình, bèn hưởng ứng với Mã Đằng. Tam Quốc chí cho biết: "Hàn Toại và Mã Đằng khởi loạn ở Quan Trung mấy lần cùng cha Chương là Yên trao đổi tin tức qua lại". Lưu Yên nhân đó ngầm sai người vào Trường An sai con là Lưu Đản và Lưu Phạm làm nội ứng. Việc bị lộ, Đổng Trác bèn giết chết Lưu Đảng và Lưu Phạm rồi mang quân ra đối địch, đánh tan liên quân Ích – Lương của Mã Đằng và Lưu Yên.
Sau thất bại đó, Lưu Yên cố thủ ở Tây Xuyên, Mã Đằng theo lời dụ của Đổng Trác, quy phục nhà Hán, nhận lời cùng đánh các chư hầu Sơn Đông.
Tam Quốc chí cho biết: "Khi ấy Chinh Tây tướng quân Mã Đằng làm phản đóng binh ở Mi huyện, Yên phái Phạm cùng với Đằng kết mưu, dẫn binh tập kích Trường An. Mưu của Phạm bị tiết lộ, Phạm vội chạy về Hoè Lý, Đằng bại trận, phải lui về Lương Châu, Phạm bị giết tức thì, Trác lại bắt Đản đem hành hình.
Tam Quốc chí cũng dẫn lại ghi chép của Anh hùng ký: "Phạm từ Trường An trốn đến doanh trại của Mã Đằng, lại tới chỗ Yên xin binh. Yên phái Hiệu uý Tôn Triệu dẫn binh đến trợ giúp, bị đánh bại ở Trường An".
Đổng Trác bị các chư hầu do Viên Thiệu cầm đầu đánh tới Lạc Dương, thua chạy về Trường An. Năm 192, Mã Đằng cùng Hàn Toại khởi hành mang quân vào Trường An theo họ Đổng, thì Đổng Trác đã bị Lã Bố giết chết. Bộ tướng của Trác là Lý Thôi đánh đuổi Lã Bố, chiếm Trường An, giữ Hán Hiến Đế, phong cho Mã Đằng làm Chinh tây tướng quân sai giữ huyện Mi, Hàn Toại làm Trấn tây tướng quân sai giữ Kim Thành.
Sau đó Mã Đằng và Hàn Toại lại bất bình với Lý Thôi, mang quân tập kích Trường An nhưng bị Lý Thôi đánh bại, phải rút về Lương châu. Tam Quốc chí chép: "Sau Đằng đánh úp Trường An, bị thua trận phải trốn chạy, lui binh về giữ Lương Châu".

### Xung đột với Hàn Toại
Khi cát cứ ở Lương Châu, Mã Đằng và Hàn Toại ban đầu rất thân thiết, sau lại cho bộ khúc thâm nhập đất của nhau, đổi thành thù địch. Mã Đằng đánh Hàn Toại, Hàn Toại bỏ chạy, sau đó lại họp binh quay lại đánh Mã Đằng, giết vợ con Mã Đằng, liên quân không hoà giải nổi.
Lý Thôi và Quách Dĩ thất bại, Hán Hiến Đế lọt vào tay Tào Tháo, được Tào Tháo đưa về Hứa Xương. Tào Tháo sai Tư lệ hiệu úy Chung Do và Lương châu mục Vi Đoan đến hòa giải hai bên, Chung Do viết thư cho ông và Hàn Toại, trình bày lợi hại, khuyên nên quy phục triều đình. Mã Đằng và Hàn Toại nghe theo và do có mọi người khuyên can, cả hai người lại giảng hòa như cũ.
Mã Đằng được trưng tập về đóng binh ở Hoè Lý, đổi làm Tiền tướng quân, ban cho giả tiết, phong tước Hoè Lý hầu. Vùng đóng quân của Mã Đằng phía Bắc có rợ Hồ, phía Đông có quân Bạch kỵ, nhân lực dồi dào, Mã Đằng thực hiện chính sách vỗ về các dân tộc thiểu số để tập hợp lực lượng, nâng cao uy thế, cũng cố địa vị của mình "đãi kẻ sỹ tiến người hiền, xót thương cứu giúp dân chúng, đất Tam Phụ được yên ổn nên rất ái mộ Đằng".
Để đền đáp ơn của triều đình, Mã Đằng sai con cả là Mã Siêu cùng bộ tướng Bàng Đức theo Chung Do đến Bình Dương cùng đánh lực lượng nổi dậy của Quách Viện và Cao Can, giành được thắng lợi vang dội.

## Chết ở Hứa Xương
Năm 208, Tào Tháo muốn đi đánh Kinh châu nhưng không yên tâm về Mã, Hàn. Vì vậy trước khi xuống miền nam đánh Kinh châu, Tào Tháo đã nhân danh Hán Hiến Đế triệu Mã Đằng về Nghiệp Thành, ngoài mặt là phong chức nhưng kỳ thực để chia cắt với Hàn Toại. Tào Tháo sai Trương Ký đi dụ, bắt ông phải bỏ thuộc hạ mà thần phục. Mã Đằng đã hứa theo nhưng lại do dự. Trương Ký sợ Mã Đằng gây biến, bèn sai các huyện sắm đủ lương thực, đem hai nghìn thạch lương ra ngoài thành trao cho quân, làm như sắp điều quân đánh Lương châu. Mã Đằng bất đắc dĩ phải đồng ý, chuyển cả gia thuộc hơn 200 nhân khẩu về kinh cư trú ở Nghiệp thành. Tào Tháo phong con ông là Mã Siêu làm Thiên tướng quân, Đô Đình hầu, cho thay cha quản lý quân đội dưới quyền.
Tam Quốc chí chép: "Năm Kiến An thứ mười, Đằng được vời về kinh làm Vệ uý, Đằng nghĩ mình tuổi đã cao, mới xin vào làm Túc vệ. Đến khi Đằng về kinh, nhân việc ấy mới xuống chiếu ban cho Siêu làm Thiên tướng quân, sai nắm quân sĩ trong doanh của Đằng. Lại phong cho em trai Siêu là Hưu làm Phụng xa Đô uý, em trai Hưu là Thiết làm Kỵ Đô uý, dời cả gia thuộc khỏi xứ ấy đến ở huyện Nghiệp, chỉ còn mình Siêu ở lại mà thôi
Năm 211, Tào Tháo phái Tư Lệ hiệu uý Chung Do và Chinh tây Hộ quân Hạ Hầu Uyên đi đánh Trương Lỗ ở Đông Xuyên. Các tướng ở Tây Lương, trong đó có Mã Siêu và Hàn Toại, thấy Tào Tháo không đánh họ ở chỗ gần mà đánh Trương Lỗ ở xa, nghi ngờ rằng Tào Tháo sẽ đánh mình, bèn cùng nhau khởi binh chống Tào Tháo, chiếm cứ Đồng Quan. Tào Tháo khởi binh đi đánh Mã Siêu.
Năm 212, Tào Tháo dẹp xong Mã Siêu trở về Hứa Xương, nhân danh Hiến Đế hạ lệnh giết chết Mã Đằng, tru di tam tộc, giết hết những người cùng họ ở kinh thành. Năm đó Mã Đằng 58 tuổi.
Như vậy, theo sử sách thì gia tộc của Mã Đằng hơn hai trăm nhân khẩu không ai trốn thoát, chỉ có Mã Siêu và Mã Đại rút về Lũng Thượng thì mới tránh được họa sát thân. Trong thời gian gần đây đã có nghiên cứu chứng minh được còn một số hậu duệ trực hệ của Mã Đằng, Mã Siêu là Mã Kháng chạy thoát được sang Ba Tư và định cư ở Armenia. Gia tộc Mamikonean của Mã Kháng có đóng góp nhất định trong lịch sử Armenia.

## Trong Tam Quốc diễn nghĩa
Tác phẩm Tam Quốc diễn nghĩa của La Quán Trung mô tả Mã Đằng là trung thần nhà Hán, ít xảy ra những lần trở mặt qua lại với các thế lực chư hầu đương thời. Mã Đằng xuất hiện ở hồi 10 khi khởi binh đánh Trường An chống Lý Thôi, nhân danh giúp Hán Hiến Đế.
Trong Tam Quốc diễn nghĩa, Mã Đằng được tái hiện là một nhân vật có tham vọng chính trị lớn. Mã Đằng vốn có "Chí khí lớn" không cam tâm "ở xó Tây Lương hẻo lánh" này mãi. Khi Đổng Trác chuyên quyền, ông ta cũng từng hội quân tham gia đánh Đổng Trác. Khi Lý Thôi, Quách Dĩ làm loạn triều chính, Mã Đằng cùng với Hàn Toại từng mang quân đánh vào kinh thành Trường An với danh nghĩa cứu vua Hán (vào năm 194 Công nguyên) nhưng trên thực tế là có ý định xâm nhập Trung Nguyên giống Đổng Trác. Trong lần này Mã Đằng đã mật kết với một số quan lại trong triều đình như Thị trung Mã Vũ, Gián nghị đại phu Chủng Thiệu, Tá Trung lang tướng Lưu Phạm làm nội ứng để đảo chính nhưng không thành.
Tiếp đến, trong sự kiện "Chiếu thư trong đai ngọc" (Y đái chiếu) Mã Đằng cùng với Đổng Thừa, Vương Tử Phục, Lưu Bị, Cát Bình… cả thảy hơn mười người cùng nhau âm mưu ám hại Tào Tháo, để nhân đó dẫn quân thâm nhập Trung Nguyên. Mã Đằng vào triều, thấy Tào Tháo chuyên quyền, cùng Đổng Thừa, Lưu Bị bàn mưu giết Tào Tháo. Nhưng lúc đó, Lưu Bị đi xa đánh Viên Thuật, Đổng Thừa không làm nên việc gì, ở Tây Lương lại có nhiều việc nên Mã Đằng lại phải trở về Tây Lương. Sau này kế hoạch này thất bại, Đổng Thừa, Vương Tử Phục, Cát Bình... Đều bị Tào Tháo giết chết.
Trước đó, khi Viên Thiệu tập hợp chư hầu đánh Đổng Trác, Mã Đằng cũng là một lộ quân tham gia trong danh sách hội thề, cùng 16 chư hầu khác. Trên thực tế Mã Đằng không đến hội quân với chư hầu dưới cờ Viên Thiệu.
Năm 211, theo kế của Tuân Du, Tào Tháo lấy danh nghĩa thiên tử triệu Mã Đằng về triều phong làm Chinh Nam tướng quân để phối hợp cùng với quân Tào đánh Đông Ngô nhưng thực chất là để cô lập và ám hại Mã Đằng. Sau khi nhận được chiếu thư triệu ông về kinh thành, Mã Đằng bàn bạc với Mã Siêu và cháu là Mã Đại, sai Mã Siêu thống lĩnh quân Khương phòng thủ Tây Lương, đích thân dẫn năm nghìn quân Tây Lương, sai Mã Hưu, Mã Thiết làm tiên phong, Mã Đại dẫn một nghìn quân đi sau tiếp ứng, từ từ kéo sang Hứa Xương, đóng quân cách kinh đô hai mươi dặm. Tào Tháo sai quan Thị lang Hoàng Khuê làm Hành quân tham mưu để tiếp đãi và thương lượng với Mã Đằng.
Hoàng Khuê vốn bất mãn với Tào Tháo, lại biết được Mã Đằng từng tham gia vào vụ mưu sát Tào Tháo trước đó nên đã tiết lộ ý định của Tào Tháo cho Mã Đằng đồng thời bàn kế phối hợp mưu hại Tào Tháo. Vợ lẽ của Hoàng Khuê là Lý Xuân Hương dò biết được kế hoạch đã tiết lộ cho tình nhân của mình là Miêu Trạch (em vợ cả của Hoàng Khuê), Miêu Trạch lập tức mật báo cho Tào Tháo kế hoạch này, đổi lại xin Tào Tháo cho phép Miêu Trạch được cưới Xuân Hương. Tào Tháo biết được kế hoạch này lập tức bắt giam cả nhà Hoàng Khuê, ra lệnh cho Tào Hồng, Hứa Chử, Từ Hoảng, Hạ Hầu Uyên dàn quân phục kích Mã Đằng.
Mã Đằng trúng kế rơi vào trận phục kích, quân Tây Lương bị cung tên sát hại, Tào Hồng dẫn quân đánh chính diện, cánh trái có Hứa Chử, cánh phải là Hạ Hầu Uyên, mé sau là Từ Hoảng đuổi đến cắt đôi quân mã Tây Lương, vây chặt ba cha con Mã Đằng vào giữa. Mã Đằng liều chết chống cự nhưng nhanh chóng bị khống chế, Mã Thiết bị trúng tên chết, Mã Đằng và Mã Hưu cùng bị thương nặng, lại trúng tên nên ngã ngựa nên bị bắt. Tào Tháo giết hai cha con Mã Đằng cùng với Hoàng Khuê bêu đầu thị chúng, lại chém luôn Miêu Trạch, Lý Xuân Hương (với lý do "tiểu nhân, bất nghĩa") đồng thời chiêu an quân mã Tây Lương và phong tỏa các cửa ải bắt Mã Đại.
Cái chết của Mã Đằng theo lời kể của La Quán Trung, là nguyên nhân khiến Mã Siêu khởi binh chống Tào Tháo để báo cừu thù. Theo đó, Khi Mã Siêu ở lại Tây Lương, đêm ngủ mơ thấy mình nằm trên vùng đất có tuyết, một đàn hổ đến ăn thịt, giật mình tỉnh dậy, trong bụng hồ nghi lắm, liền hợp cả tướng tá lại, nói rõ chuyện trong mộng và đó là bối cảnh khởi đầu của trận Đồng Quan trong lịch sử Trung Quốc.
Tuy vậy hư cấu này hoàn toàn trái ngược với chính sử khi Mã Siêu khởi binh chống lại triều đình thì Mã Đằng đang cư trú ở Nghiệp Thành và đang giữ chức Túc vệ trong triều đình.